# Patrice Ouré
Patrice Ouré (* 1952) ist ein ehemaliger ivorischer Leichtathlet, der sich auf den Sprint spezialisiert hat. Mit der ivorischen 4-mal-100-Meter-Staffel wurde er 1979 Afrikameister.

## Sportliche Laufbahn
Erste Erfahrungen bei internationalen Meisterschaften sammelte Patrice Ouré vermutlich im Jahr 1978, als er bei den Afrikaspielen in Algier in 20,90 s die Silbermedaille im 200-Meter-Lauf hinter dem Sudanesen Hassan el-Kashief gewann. Im Jahr darauf siegte er bei den Afrikameisterschaften in Dakar in 39,80 s gemeinsam mit Georges Kablan Degnan, Amadou Meïté und Avognan Nogboum mit der ivorischen 4-mal-100-Meter-Staffel. Anschließend schied er bei der Sommer-Universiade in Mexiko-Stadt in 21,07 s im Halbfinale über 200 Meter aus und gewann mit der Staffel mit neuem Afrikarekord von 38,73 s die Silbermedaille hinter dem italienischen Team. Daraufhin beendete er seine aktive sportliche Karriere im Alter von 27 Jahren.

## Persönliche Bestzeiten
- 100 Meter: 9,96 s (+0,2 m/s), 14. August 2016 in Rio de Janeiro
  - 60 Meter (Halle): 6,55 s, 11. Februar 2018 in Metz
- 200 Meter: 20,37 s (−0,2 m/s), 5. Oktober 2009 in Beirut